# The Sleuth
The Sleuth ist eine US-amerikanische Stummfilm-Komödie aus dem Jahr 1925.

## Handlung
Stan Laurel spielt den Privatdetektiv Webster Dingle, der durch Deerstalker-Hut und riesige Tabakspfeife als Sherlock-Holmes-Parodie erkennbar ist. Sein trotteliges und ungeschicktes Verhalten widerspricht jedoch seiner Selbstwahrnehmung als kluger Detektiv. Eine Frau kommt zu ihm, um ihn auf ihren (wohl untreuen) Mann anzusetzen. Dingle, als Frau verkleidet, stellt sich dem Ehemann als neues Hausmädchen vor. Dieser macht sich sofort an ihn ran, und als Dingle seine Avancen abweist, wirft er das angebliche Hausmädchen wieder hinaus.
Dingle kehrt in anderen Verkleidungen zurück, läuft seinen eigenen Fußspuren hinterher und bekommt es mit der dreiköpfigen Schlägertruppe des Ehemanns zu tun, die er aber austricksen kann. Es beginnt eine wilde Folge von Kampf- und Verfolgungsszenen, in denen mehrere große Blumenvasen auf verschiedenen Köpfen zertrümmert werden. Auch der Versuch des Ehemanns, Dingle mit einem präparierten Getränk zu vergiften, misslingt, weil Dingle vorher die Gläser vertauscht.
Zum Schluss taucht Dingle nochmal in eleganten Frauenkleidern auf und lässt die vier faszinierten Männer gegeneinander um sich kämpfen, bis nur noch der Ehemann übrigbleibt und er diesen wiederum mit einer Blumenvase erledigt.

## Produktion
1924 und 1925 drehte Stan Laurel für Joe Rock eine Reihe von Slapstick-Kurzfilmen, bevor er ab 1926 wieder bei Hal Roach unter Vertrag war und seine Karriere im Duo mit Oliver Hardy begann. The Sleuth kam am 30. Juni 1925 in die amerikanischen Kinos. In jüngerer Zeit erschien er in Großbritannien, den USA und Frankreich (unter dem Titel Plus fort que Sherlock Holmes) auch auf VHS und DVD.
Sleuth ist im Englischen ein informeller Ausdruck für einen Detektiv, ähnlich wie „Schnüffler“ oder „Spürnase“ im Deutschen.